# IEC 60027
IEC 60027 (fostul IEC 27) este un standard tehnic internațional pentru simbolurile cu litere publicat de Comisia Electrotehnică Internațională, care cuprinde următoarele părți:
IEC 60027-1: General
IEC 60027-2: Telecomunicații și electronică
IEC 60027-3: Mărimi logaritmice și aferente și unitățile acestora
IEC 60027-4: Simboluri pentru cantitățile care trebuie utilizate pentru mașinile electrice rotative
IEC 60027-6: Tehnologia de control
IEC 60027-7: Mărimi și unități fiziologice
Un standard internațional strâns legat de cantități și unități este ISO 31. Standardele ISO 31 și IEC 60027 sunt revizuite de cele două organizații de standardizare în colaborare. Standardul armonizat revizuit este cunoscut ca ISO/IEC 80000, Cantități și unități. Acesta înlocuiește atât ISO 31, cât și o parte din IEC 60027.

## IEC 60027-2
IEC 60027-2 Amendamentul 2, publicat în ianuarie 1999, a fost primul standard internațional care definește prefixele binare, așa cum a propus Comisia Electrotehnică Internațională (IEC) din 1996 (kibi- (Ki), mebi- (Mi), gibi- ( Gi) și tebi- (Ti))[1] dar le-a extins până la pebi (Pi) și exbi- (Ei).[2][3] Acest lucru nu s-a schimbat în a doua ediție a standardului, publicată în 2000,[4][5], dar a treia ediție din 2005 a adăugat în cele din urmă prefixele zebi- (Zi) și yobi- (Yi).[6] Standardul armonizat ISO/IEC IEC 80000-13:2008 înlocuiește subclauzele 3.8 și 3.9 din IEC 60027-2:2005. Singura modificare semnificativă este adăugarea unor definiții explicite pentru unele cantități.[7]
Prefix binar
IEC-P27-1
„Raportul IUCr IUPAC Interdivisional Committee on Nomenclature and Symbols (IDCNS) din 1996”. Chester.iucr.org. Arhivat din original pe 13.06.2013. Accesat 2012-01-26.
„Aceste prefixe pentru multipli binari, care au fost dezvoltate de Comitetul Tehnic IEC (TC) 25, Cantități și unități, și simbolurile lor cu litere, cu sprijinul puternic al Comitetului Internațional pentru Greutăți și Măsuri (CIPM) și IEEE, au fost adoptate de către IEC ca amendamentul 2 la Standardul internațional IEC IEC 60027-2: Simboluri cu litere care trebuie utilizate în tehnologia electrică – Partea 2: Telecomunicații și electronică.”